# Le Sixième Doigt
Le Sixième Doigt è un film del 1990 diretto da Henri Duparc.

## Trama
Nel 1956, prima dell'indipendenza africana, in un piccolo villaggio dove coabitano tradizione, colonialismo, guaritori e medicina, la vita si svolge in un'atmosfera fatta di politica, amore, sesso e alcool, Kwao è un veterano che, dopo essere stato sposato con una donna bianca, aspetta da dieci anni un figlio da Ya, la seconda moglie. Ma il bambino, quando finalmente nasce, ha sei dita per mano. La tradizione vorrebbe che il piccolo venisse sacrificato. Kwao e la famiglia, allora, lasciano il villaggio.

## Produzione
Il film fu prodotto dalla Société Générale de Gestion Cinématographique (SGGC), dalla PCC Productions, dalla PXP Productions e dalla Pathé.

## Distribuzione
Distribuito dalla Pan-Européenne, il film uscì nelle sale cinematografiche francesi il 26 settembre 1990.

## Riconoscimenti
- 1990 - Festival di Nemur
  - Premio speciale della Giuria